# Pallacanestro femminile ai XIV Giochi panamericani
Il Campionato femminile di pallacanestro ai XIV Giochi panamericani si è svolto dal 2 all'8 agosto 2003 a Santo Domingo, nella Repubblica Dominicana, durante i XIV Giochi panamericani. La vittoria finale è andata alla nazionale cubana.

## Squadre partecipanti
- Argentina
- Brasile
- Canada
- Cuba
- Rep. Dominicana
- Stati Uniti

## Prima fase

### Turno preliminare
| Squadra         | G | V | P | PF  | PS  | DP   | P.ti |
| --------------- | - | - | - | --- | --- | ---- | ---- |
| Cuba            | 5 | 4 | 1 | 400 | 319 | +44  | 9    |
| Brasile         | 5 | 4 | 1 | 393 | 287 | +106 | 9    |
| Stati Uniti     | 5 | 4 | 1 | 397 | 333 | +64  | 9    |
| Canada          | 5 | 2 | 3 | 315 | 307 | +8   | 7    |
| Argentina       | 5 | 1 | 4 | 311 | 376 | –65  | 6    |
| Rep. Dominicana | 5 | 0 | 5 | 256 | 450 | –194 | 5    |

## Risultati
| Santo Domingo 2 agosto 2003, ore 9:00 | Cuba | 84 – 62 | Stati Uniti | Palacio de los Deportes Virgilio Travieso Soto |

| Santo Domingo 2 agosto 2003, ore 11:00 | Brasile | 62 – 53 (12-15, 34-25, 49-40) | Canada | Palacio de los Deportes Virgilio Travieso Soto |

| Santo Domingo 2 agosto 2003, ore 13:00 | Argentina | 76 – 52 | Rep. Dominicana | Palacio de los Deportes Virgilio Travieso Soto |

| Santo Domingo 3 agosto 2003 | Brasile | 86 – 43 | Argentina | Palacio de los Deportes Virgilio Travieso Soto |

| Santo Domingo 3 agosto 2003, ore 11:00 | Stati Uniti | 56 – 53 | Canada | Palacio de los Deportes Virgilio Travieso Soto |

| Santo Domingo 3 agosto 2003, ore 13:00 | Cuba | 82 – 55 | Rep. Dominicana | Palacio de los Deportes Virgilio Travieso Soto |

| Santo Domingo 4 agosto 2003, ore 9:00 | Cuba | 83 – 57 | Argentina | Palacio de los Deportes Virgilio Travieso Soto |

| Santo Domingo 4 agosto 2003, ore 11:00 | Stati Uniti | 77 – 64 | Brasile | Palacio de los Deportes Virgilio Travieso Soto |

| Santo Domingo 4 agosto 2003, ore 13:00 | Canada | 81 – 51 | Rep. Dominicana | Palacio de los Deportes Virgilio Travieso Soto |

| Santo Domingo 5 agosto 2003, ore 13:00 | Stati Uniti | 93 – 78 | Argentina | Palacio de los Deportes Virgilio Travieso Soto |

| Santo Domingo 5 agosto 2003, ore 15:00 | Cuba | 81 – 66 | Canada | Palacio de los Deportes Virgilio Travieso Soto |

| Santo Domingo 5 agosto 2003, ore 17:00 | Brasile | 102 – 44 (30-9, 56-26, 74-33) | Rep. Dominicana | Palacio de los Deportes Virgilio Travieso Soto |

| Santo Domingo 6 agosto 2003, ore 13:00 | Brasile | 79 – 70 (15-15, 36-36, 55-49) | Cuba | Palacio de los Deportes Virgilio Travieso Soto |

| Santo Domingo 6 agosto 2003, ore 15:00 | Canada | 62 – 57 | Argentina | Palacio de los Deportes Virgilio Travieso Soto |

| Santo Domingo 6 agosto 2003, ore 17:00 | Stati Uniti | 109 – 54 | Rep. Dominicana | Palacio de los Deportes Virgilio Travieso Soto |

## Finali 1º - 3º posto
|  | Semifinali  | Semifinali  | Semifinali  |             |      | Finale 1º posto | Finale 1º posto | Finale 1º posto |  |
|  |             |             |             |             |      |                 |                 |                 |  |
|  | Cuba        | Cuba        | 58          |             |      |                 |                 |                 |  |
|  | Cuba        | Cuba        | 58          |             |      |                 |                 |                 |  |
|  | Canada      | Canada      | 49          |             |      |                 |                 |                 |  |
|  | Canada      | Canada      | 49          |             | Cuba | Cuba            | 75              |                 |  |
|  |             |             |             |             | Cuba | Cuba            | 75              |                 |  |
|  |             |             | Stati Uniti | Stati Uniti | 64   |                 |                 |                 |  |
|  | Stati Uniti | Stati Uniti | Stati Uniti | Stati Uniti | 64   | 75              |                 |                 |  |
|  | Stati Uniti | Stati Uniti |             |             |      | 75              |                 |                 |  |
|  | Brasile     | Brasile     | 69          |             |      | Finale 3º posto | Finale 3º posto | Finale 3º posto |  |
|  | Brasile     | Brasile     | 69          |             |      |                 |                 |                 |  |
|  |             |             |             |             |      |                 |                 |                 |  |
|  |             |             |             |             |      | Brasile         | Brasile         | 57              |  |
|  |             |             |             |             |      | Brasile         | Brasile         | 57              |  |
|  |             |             |             |             |      | Canada          | Canada          | 46              |  |

## Semifinali
| Santo Domingo 7 agosto 2003, ore 17:00 | Stati Uniti | 75 – 69 (d.1t.s.) (15-16, 35-30, 49-46, 62-62) | Brasile | Palacio de los Deportes Virgilio Travieso Soto |

| Santo Domingo 7 agosto 2003, ore 19:00 | Cuba | 58 – 49 | Canada | Palacio de los Deportes Virgilio Travieso Soto |

## Finale 3º - 4º posto
| Santo Domingo 8 agosto 2003, ore 17:00 | Brasile | 57 – 46 (12-10, 24-18, 39-36) | Canada | Palacio de los Deportes Virgilio Travieso Soto |

## Finale 1º - 2º posto
| Santo Domingo 8 agosto 2003, ore 19:00 | Cuba | 75 – 64 | Stati Uniti | Palacio de los Deportes Virgilio Travieso Soto |

## Classifica finale
| Pos. | Squadra         | Formazione |
| ---- | --------------- | --- |
|      | Cuba            | Cuba4 Víctores, 5 Suero, 6 Plutín, 7 Gelis, 8 Capiró, 9 Águila, 10 Boulet, 11 Martínez, 12 Duany, 13 Castillo, 14 Rodríguez, 15 Ávila, All. José Ramírez                |
|      | Stati Uniti     | Stati Uniti4 Carey, 5 Moore, 6 Hodges, 7 Strother, 8 Turner, 9 Tillis, 10 Koehn, 11 McCarville, 12 Powell, 13 Benningfield, 14 Brunson, 15 Taylor, All. Debbie Ryan     |
|      | Brasile         | Brasile4 Adrianinha, 5 Jacqueline, 6 Lilian, 7 Silvinha, 8 Micaela, 9 Êga, 10 Vivian, 11 Mamá, 12 Renata, 13 Alessandra, 14 Cíntia Tuiú, 15 Kelly, All. Antônio Barbosa |
| 4.   | Canada          | CanadaBouchard, Brassard, Doan, Ganes, Grenier, Hendry, Johnson, Gabriele, Murray, Norman, Smith, Thorburn, All. Allison McNeill                                        |
| 5.   | Argentina       | ArgentinaCacciapuoti, Falabella, Fernández, Galé, Gatti, Mendoza, Nicolini, Paoletta, Pires, Ríos, Sánchez, Soberón, All. Roberto Santín                                |
| 6.   | Rep. Dominicana | Rep. DominicanaDíaz, Durán, Frías, Gómez, Monsac, Montilla, Morton, Paniagua, Raposo, Santos, Trinidad, Vázquez, All. Julio César Javier                                |